# Okręg wyborczy Oldham
Okręg wyborczy Oldham powstał w 1832 r. i obejmował część hrabstwa Lancashire. Do brytyjskiej Izby Gmin wysyłał dwóch deputowanych. Okręg został zniesiony w 1950 r.

## Deputowani do brytyjskiej Izby Gmin z okręgu Oldham
- 1832–1847: John Fielden, wigowie
- 1832–1835: William Cobbett, wigowie
- 1835–1837: John Frederick Lees, Partia Konserwatywna
- 1837–1847: William Augustus Johnson, wigowie
- 1847–1852: William Johnson Fox, wigowie
- 1847–1852: John Duncuft, Partia Konserwatywna
- 1852–1865: John Morgan Cobbett, Partia Liberalna
- 1852–1857: William Johnson Fox, wigowie
- 1857–1857: James Platt, wigowie
- 1857–1862: William Johnson Fox, Partia Liberalna
- 1862–1874: John Tomlin Hibbert, Partia Liberalna
- 1865–1872: John Platt, Partia Liberalna
- 1872–1877: John Morgan Cobbett, Partia Konserwatywna
- 1874–1880: Frederick Spinks, Partia Konserwatywna
- 1877–1886: John Tomlinson Hibbert, Partia Liberalna
- 1880–1885: Edward Stanley, Partia Liberalna
- 1885–1892: James Mackenzie Maclean, Partia Konserwatywna
- 1886–1892: Elliott Lees, Partia Konserwatywna
- 1892–1895: Joshua Milne Cheetham, Partia Liberalna
- 1892–1895: John Tomlinson Hibbert, Partia Liberalna
- 1895–1899: Robert Ascroft, Partia Konserwatywna
- 1895–1899: James Francis Oswald, Partia Konserwatywna
- 1899–1911: Alfred Emmott, Partia Liberalna
- 1899–1900: Walter Runciman, Partia Liberalna
- 1900–1906: Winston Churchill, Partia Liberalna
- 1906–1910: John Albert Bright, Partia Liberalna
- 1910–1922: Andrew William Barton, Partia Liberalna
- 1911–1922: Edmund Bartley-Denniss, Partia Konserwatywna
- 1922–1925: Edward Grigg, Partia Liberalna
- 1922–1924: William John Tout, Partia Pracy
- 1924–1929: Duff Cooper, Partia Konserwatywna
- 1925–1929: William Wiggins, Partia Liberalna
- 1929–1931: Gordon Lang, Partia Pracy
- 1929–1931: James Wilson, Partia Pracy
- 1931–1935: Anthony Crossley, Partia Konserwatywna
- 1931–1945: Hamilton Kerr, Partia Konserwatywna
- 1935–1945: John Samuel Dodd, Narodowa Partia Liberalna
- 1945–1950: Frank Fairhurst, Partia Pracy
- 1945–1950: Leslie Hale, Partia Pracy